# Durchgangslager Pirmasens
Das Durchgangslager Pirmasens war ein Zivilarbeitslager in unmittelbarer Nähe des Bahnhofes Pirmasens Nord.

## Geschichte
Das Gelände um diesen Bahnhof war zu Zeiten des Zweiten Weltkrieges ein großes Lager. Die rund 50 Baracken des Lagers konnten rund 4060 Menschen aufnehmen. Das Lager wurde von der Deutschen Arbeitsfront betrieben, dort wurden ankommende Ostarbeiter aufgenommen und an die Arbeitsstellen verteilt.
Heute ist von dem ehemaligen Lager fast nichts mehr erhalten; das Gelände wird größtenteils von den Pfalzwerken genutzt. Zwei betonierte Bodenplatten sind wahrscheinlich noch aus der früheren Lagerzeit erhalten. Auf dem Friedhof des nahe Dorfes Donsieders, auf dessen Gemarkung das Lager lag, gibt es heute noch einige Gräber osteuropäischer Lagerinsassen. Der Friedhof des Lagers wurde nach 1945 nach Mainz-Mombach auf den Waldfriedhof verlegt, dazu wurden die Überreste von 502 Verstorbenen umgebettet.